# Hamburger Sie
Das Hamburger Sie (selten auch Hamburger Du) ist eine Form der Anrede in der deutschen Sprache, bei der man jemanden beim Vornamen nennt und dazu siezt (Beispiel: „Frank, kommen Sie bitte mal?“). Es stellt einen Mittelweg für Kommunikationssituationen dar, bei denen man sich einerseits nicht vertraut genug zum Duzen ist, andererseits das Anreden mit dem Nachnamen als zu distanziert empfunden wird.
Das Hamburger Sie kann in asymmetrischen Beziehungen zwischen Ranghöheren und Untergebenen vorkommen, wo es einseitig verwendet wird, also ersterer mit dem Nachnamen und letzterer mit dem Vornamen angeredet wird. Aber auch die gegenseitige Anrede mit dem Hamburger Sie gewinnt mehr und mehr an Bedeutung, vor allem in Unternehmen und Institutionen, die im internationalen Umfeld agieren.

Ein Gegenstück des Hamburger Sie ist das Münchner Du oder Kassiererinnen-Du: die Anrede per Duzen in Verbindung mit dem Familiennamen („Gruber, mach mal bitte das Fenster zu!“) oder auch die Variante, bei der noch „Herr“ oder „Frau“ angefügt wird („Frau Müller, weißt du, wie viel die Tomaten kosten?“).
Verwendung bei Übersetzungen ins Deutsche
Bei der deutschen Übersetzung und Synchronisation von Medienprodukten wie Romanen und Filmen aus Sprachen wie dem Englischen, die keine dem Deutschen entsprechende Unterscheidung zwischen formeller und informeller Anrede kennen und in denen die Anrede mit Vornamen verbreiteter ist als im Deutschen, wird bei der Darstellung des Umgangs der Charaktere miteinander häufig eine formal dem Hamburger Sie entsprechende Form verwendet. Die in der Originalsprache verwendete Nutzung des Vornamens bleibt so erhalten, wird jedoch um das formelle und nach deutschen Umgangsformen als angemessen betrachtete „Sie“  ergänzt. Eine solche Anpassung, die durch die Schöpfer des Ausgangsprodukts nicht zwingend vorgesehen ist, kann als Interpretation des Inhalts durch den Übersetzer bzw. Dialogbuchautor betrachtet werden, der durch die Verwendung von „Du“ und „Sie“ im Deutschen unterschiedlich große Nähen von Charakteren zueinander suggeriert.